# فاليغيير
فاليغيير (بالفرنسية: Valliguières)‏ هي بلدية تقع في فرنسا في Canton of Remoulins.[بحاجة لمصدر] يقدر عدد سكانها بـ 483 نسمة ومساحتها 19.25 كم2 وترتفع عن سطح البحر 170 متر.